# Маккенбах
Маккенбах (нем. Mackenbach) — община в Германии, в земле Рейнланд-Пфальц. 
Входит в состав района Кайзерслаутерн. Подчиняется управлению Вайлербах.  Население составляет 1967 человек (на 31 декабря 2010 года). Занимает площадь 3,54 км².